# 陈剑虹 (1937年)
陈剑虹（1937年6月—2023年1月5日），男，汉族，浙江杭州人，中华人民共和国焊接冶金专家，曾任甘肃工业大学校长，甘肃省政协副主席，第六届全国人大代表，第八、九、十届全国政协委员。